# Michaël Ghijs
Michaël Ghijs (Gent, 8 oktober 1933 - Aalst, 21 februari 2008) was kanunnik, leerkracht en dirigent.

## Schola Cantorum Cantate Domino van het Sint-Maarteninstituut
Kort na zijn priesterwijding, op 23 mei 1959, werd Ghijs leerkracht godsdienst aan het Sint-Maarteninstituut (het "Klein College") te Aalst. Hij bleef dit doen tot aan zijn pensionering.
In 1960 stichtte hij een schoolkoor met leerlingen van het college, het knapenkoor Schola Cantorum Cantate Domino. Mede door de gedrevenheid van Ghijs verwierf dit knapenkoor internationale bekendheid. Het koor gaf voorstellingen in vele Europese centra maar ook onder meer in de Verenigde Staten, Egypte, India en Rusland. 
Het knapenkoor verzorgde ook verschillende producties onder dirigenten zoals Claudio Abbado, Pierre Bartholomée en Philippe Herreweghe. Van 1994 tot 1997 voerde het koor de titel van Cultureel Ambassadeur van Vlaanderen.
Ghijs was met de Schola Cantorum Cantate Domino verscheidene malen te gast in het Vaticaan, waar ze in audiëntie werden ontvangen door paus Johannes Paulus II.

## Verdiensten
Van 1993 tot 1999 was Michaël Ghijs dirigent van de Schola Cantorum van de Sint-Baafskathedraal in Gent.
Vanaf 23 oktober 1993 was Ghijs zondagsmedepastoor van de Heilig Hartparochie in Aalst.
Een grote verdienste van Ghijs is dat hij gedurende 48 jaar onophoudelijk jongeren van velerlei afkomst in contact heeft gebracht met klassieke muziek. Vele van zijn zangers bouwden na hun tienerjaren een professionele carrière uit in de wereld van de muziek. 
Voor zijn verdiensten ontving Ghijs in 2002 van de bisschop van Gent de eretitel kanunnik van de Sint-Baafskathedraal. Op 26 januari 2004 werd hij ereburger van de stad Aalst. In 2005 ontving hij de onderscheiding van Commandeur in de Leopoldsorde. Michaël Ghijs was tevens erelid van Rotary Club Aalst NO.
- International Standard Name Identifier: 0000 0000 5850 6937
- Library of Congress Control Number: no2009030218
- MusicBrainz: 6c854252-d0f5-480f-8d07-73ed10709b00
- Nationale Bibliotheek van Tsjechië: pna2007389109
- Virtual International Authority File: 85116639
- WorldCat: E39PBJxH4dMJygYhdvddGgDcyd